# Acanthocereus subinermis
Acanthocereus subinermis là một loài thực vật có hoa trong họ Cactaceae. Loài này được Britton & Rose mô tả khoa học đầu tiên năm 1920.

## Hình ảnh

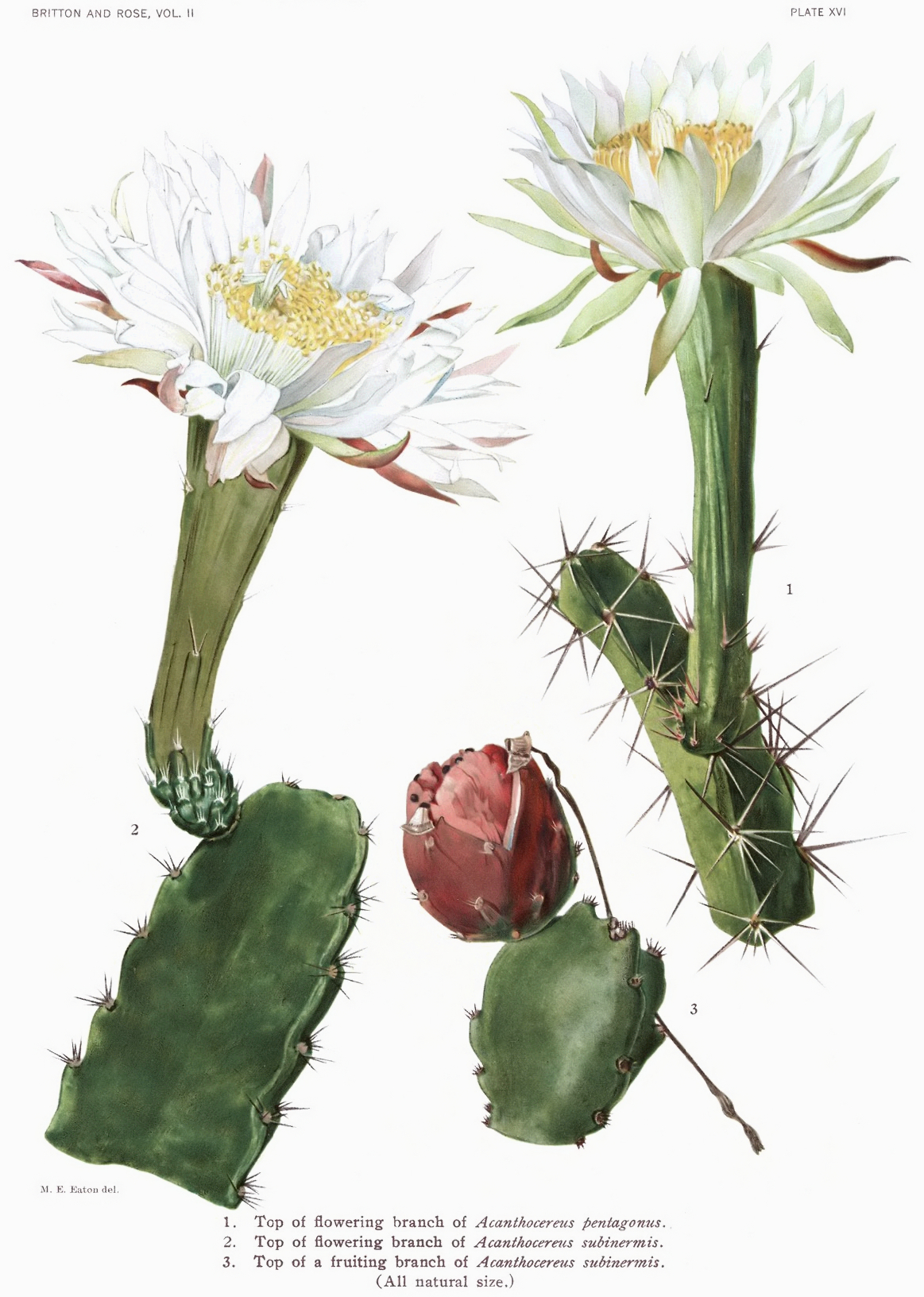